# Santa Colomba de las Monjas
Santa Colomba de las Monjas ist ein nordwestspanischer Ort und eine Gemeinde (municipio) mit nur noch 232 Einwohnern (Stand: 2024) im Süden der Provinz Zamora in der Autonomen Gemeinschaft Kastilien-León. 

## Lage und Klima
Santa Colomba de las Monjas liegt am westlichen Rand der Kastilischen Hochebene (Meseta Iberica) in einer Höhe von ca. 700 m. Der Río Órbigo mündet in den Río Esla auf der östlichen Grenze der Gemeinde. Die Provinzhauptstadt Zamora ist gut 47 Kilometer (Fahrtstrecke) in südlicher Richtung entfernt. 
Das gemäßigte Kontinentalklima wird nur selten vom Atlantik beeinflusst.

## Bevölkerungsentwicklung
| Jahr      | 1970 | 1981 | 1991 | 2001 | 2011 | 2021 |
| Einwohner | 390  | 384  | 358  | 330  | 297  | 246  |

## Sehenswürdigkeiten

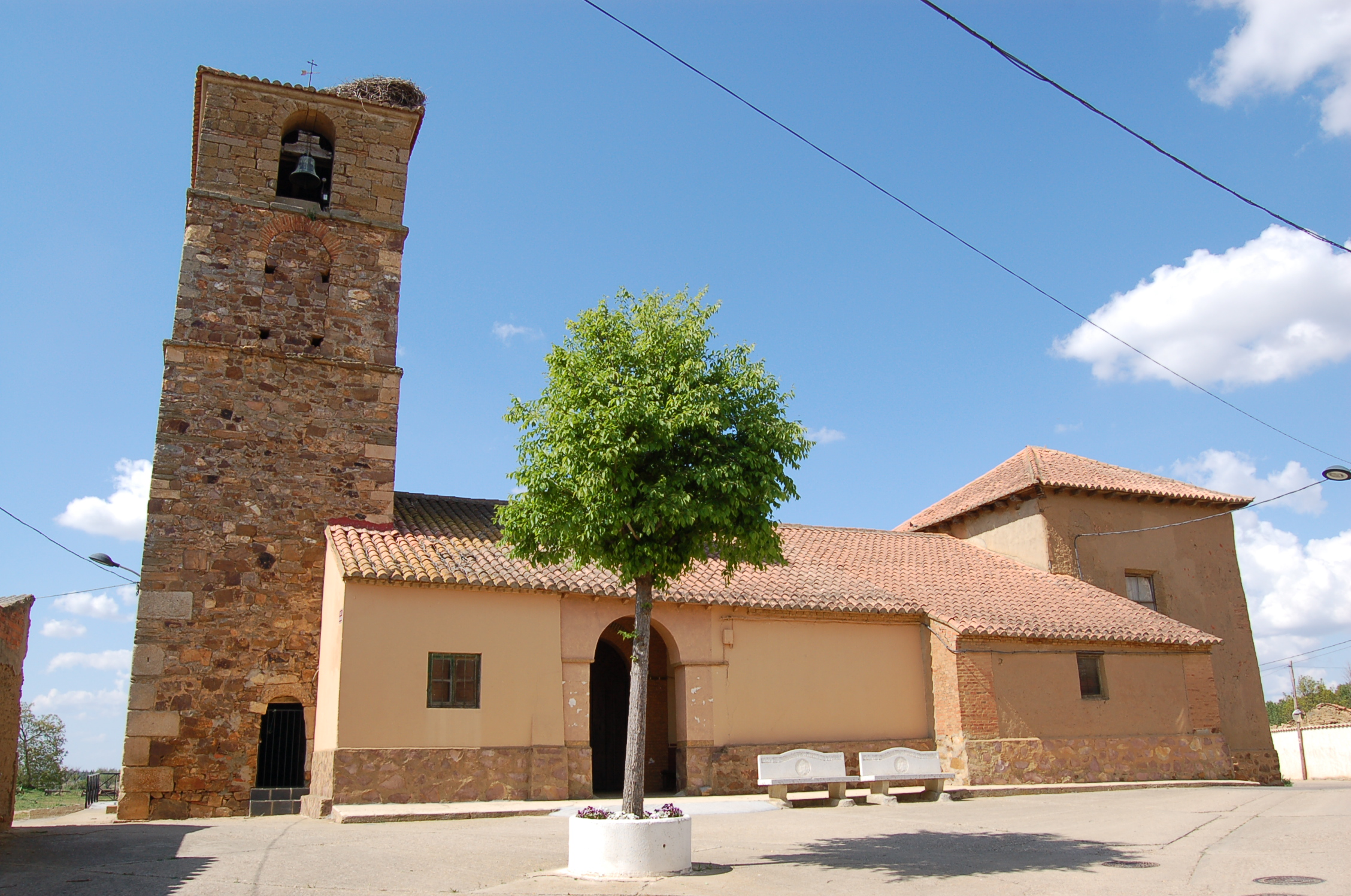
Kolumbenkirche
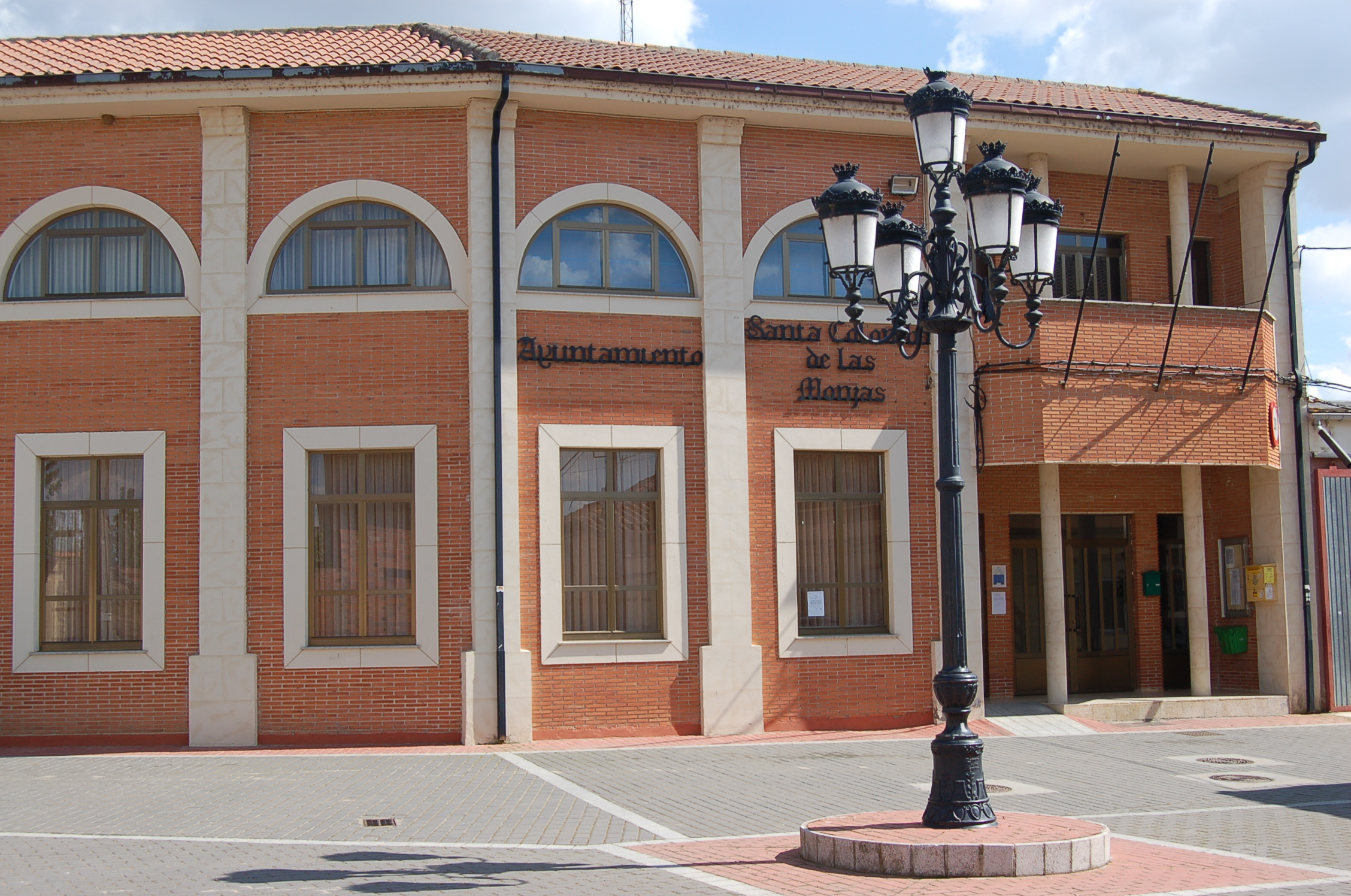
Rathaus

- Kolumbenkirche
- Rathaus